# Állatorvostudományi Egyetem
Az Állatorvostudományi Egyetem (röviden: ÁTE) 1851 és 1934, majd 1952 és 2000 között, végül 2016. július 1-jétől ismét önálló, nemzetközi viszonylatban is kiemelkedő színvonalú állatorvos- és biológusképzést nyújtó felsőoktatási intézmény Budapesten. 2000 és 2016 közötti jogutódja a Szent István Egyetem Állatorvos-tudományi Kara volt.

## Története
A tanintézet elődjéül a II. József által 1787-ben a Pesti Egyetem orvosi karán alapított állatgyógyászati tanszéket tartják számon, amely 1790-től Állatgyógyászati Intézet néven működött Tolnay Sándor irányításával. A tanszék feladata ebben a korszakban a kiegészítő képzés volt, az önálló állatorvosképzés – eleinte nyolc hónapos, majd egyéves tanulmányi idővel – csak 1799-ben indult meg. A szorgalmi idő rövidsége mindazonáltal csupán gyógykovácsi képzést tett lehetővé, illetve a leendő vidéki orvosok szerezték meg az állatorvosi oklevelet praxisuk kiegészítésére. A tanintézet telephelyei eleinte az akkori pesti külvárosi majorokban voltak. Központi épülete 1795-től 1828-ig a mai józsefvárosi Rökk Szilárd (akkor Sár, majd Baromorvos) utcában, 1828-tól 1858-ig a mai Baross utca 4–6. szám alatt állt.
Az állatorvosi közigazgatás 19. századi kiépülése, a vármegyei és járási állatorvosi hivatalok felállítása magával hozta a korszerű állatorvosképzés iránti igényt. A tanintézet 1851-ben, a Pesti Császári és Királyi Állatgyógyintézet megalapításával önállósodott, s az alapvetően a humánorvoslás területéről érkező öt-hat tanár 1857 után már hat féléves tanulmányi időben képezte a leendő állatorvosokat. A képzési idő meghosszabbítása az elmélyültebb oktatást lehetővé tette ugyan, de a jelentkezők száma megcsappant, többen ugyanis inkább az azonos tanulmányi idejű orvos- és sebészképzést részesítették előnyben, így 1859-ben a tanulmányi időt leszállították négy félévesre. Az intézmény 1861 után Pesti Magyar Királyi Állatgyógyintézet, 1875 után pedig ismét hároméves képzést nyújtó Magyar Királyi Állatorvosi Tanintézet néven működött.
Fontos kiemelni, hogy a ma ismert, a Rottenbiller és a Bethlen utca között elhelyezkedő erzsébetvárosi épületegyüttes első hét épületét is ebben az időszakban, 1881-ben adták át. Az épületeket Steindl Imre (1839–1902), az Országház későbbi építésze tervezte neoreneszánsz stílusban.
1890-ben lett négy évfolyamos felsőoktatási tanintézménnyé, amikor felvette a Magyar Királyi Állatorvosi Akadémia nevet. 1899-ben Magyar Királyi Állatorvosi Főiskola néven a földművelésügyi minisztérium felügyelete alá került, s az intézetet vezető nemzetközi hírű tudósok – Hutÿra Ferenc, Marek József és mások – oktatás- és klinikaszervező tevékenységének köszönhetően európai színvonalú képzést nyújtó iskola lett. 1934-ben az intézetet önállóságától megfosztották, s a József Nádor Műszaki és Gazdaságtudományi Egyetem mezőgazdasági karának állatorvosi osztályaként működött tovább. 1945-ben az akkor szervezett Magyar Agrártudományi Egyetem állatorvosi kara lett, majd 1952-től ismét önálló, ötéves képzést nyújtó felsőoktatási intézményként működött. Neve ekkortól Állatorvostudományi Főiskola, 1962-től Állatorvostudományi Egyetem lett. 1967 és 1976 között modern, háromemeletes épületkomplexummal bővült a kampusz. Az 1980-as évek végén hallgatóinak száma meghaladta az ötszázat.
2016. július 1-től kivált a Szent István Egyetemből és ismét Állatorvostudományi Egyetem lett. Az Egyetem 2020. augusztus 1. napjától Magyarország államilag elismert egyeteme,  mely fölött a fenntartói jogokat a Marek József Alapítvány gyakorolja.
Az egyetem székhelye Budapest (1078 Budapest, István utca 2), de több telephellyel is rendelkezik: 2225 Üllő, Dóra major, 1077 Budapest Rottenbiller u. 50., 1143 Budapest, Hungária krt. 23-25., 1148 Budapest Mogyoródi út 59-63., 1071 Budapest, Bethlen Gábor u. 31., 7400 Kaposvár, Guba Sándor u. 87., 7475 Bőszénfa, Malom u. 3., 9200 Mosonmagyaróvár, Lucsony u. 24., 6000 Kecskemét, Mészöly Gyula tér 1-3., 6000 Kecskemét-Kisfái 181.

### Kiemelkedő tanárok, kutatók
- Tolnay Sándor (1747–1818)
- Zlamál Vilmos (1803–1886)
- Szabó Alajos (1818–1904)
- Thanhoffer Lajos (1843–1909)
- Klug Nándor (1845–1909)
- Azary Ákos (1850–1888)
- Preisz Hugó (1860–1940)
- Hutÿra Ferenc (1860–1934)
- Magyary-Kossa Gyula (1865–1944)
- Korányi Sándor (1866–1944)
- Marek József (1868–1952)
- Aujeszky Aladár (1869–1933)
- Kotlán Sándor (1887–1967)
- Mócsy János (1895–1976)
- Bartha Adorján (1923–1996)
- Kovács Ferenc (1921–2015)
- Haraszti János (1924–2007)
- Pethes György (1926–2008)
- Mészáros János (1927–2018)
- Kutas Ferenc (1931)
- Simon Ferenc (1934)
- Rafai Pál (1940)
- Varga János (1941)
- Solti László (1946)

## Képzések
- állatorvos osztatlan képzés (képzési idő: 11 félév, az oklevélben szereplő szakképzettség megnevezése: állatorvos doktor, dr. med. vet.)[6]
- kutató zoológus osztatlan mesterképzés (képzési idő: 10 félév, az oklevélben szereplő szakképzettség megnevezése:okleveles kutató zoológus)[7]
- biológia alapszak (Biológia BSc)
- biológus mesterszak (Biológus MSc)

## Az egyetem intézetei, tanszékei
Az egyetem oktatási tevékenységét a tanszékeken és más szervezeti egységeknél  dolgozó oktatók, kutatók, egyéb munkatársak végzik. 2024. évben az alábbi szervezeti egységek működtek, amelyek az intézmény képzési programjában szereplő ismeretanyaghoz kapcsolódó tantárgyak és gyakorlati képzések oktatását biztosították:
- Alaptudományi Intézet (Anatómiai és Szövettani Tanszék, Élettani és Biokémiai Tanszék, Kémiai Tanszék, Növénytani Tanszék)
- Biológiai Intézet (Zoológiai Tanszék, Kihelyezett Limnológiai Tanszék, Kihelyezett Zootaxonómiai Tanszék, Kihelyezett Funkcionális Ökológiai Tanszék)
- Állattudományi és Járványvédelmi Intézet (Gyógyszertani és Méregtani Tanszék, Parazitológiai és Állattani Tanszék, Patológiai Tanszék, Járványtani és Mikrobiológiai Tanszék, Állathigiéniai, Állomány-egészségtani Tanszék és Mobilklinika, Bioinformatikai Központ, ÁTE Állatvédelmi Központ, Kihelyezett Állatorvostudományi Kutatóintézeti Tanszék)
- Klinikai Tudományok Intézete (Lógyógyászati Tanszék és Klinika, Egzotikusállat- Vad-Hal és Méhegészségügyi Tanszék, Sebészeti Tanszék, Belgyógyászati Tanszék, Kórélettani és Onkológiai Tanszék, Szülészeti Tanszék és Haszonállat-gyógyászati Klinika, Kihelyezett Állatkerti Állategészségtani Tanszék, Kihelyezett Onkológiai Tanszék, Kihelyezett Haszonállat-Génmegőrzési Tanszék)
- Állattenyésztési, Takarmányozástani és Laborállattudományi Intézet (Állattenyésztési és Genetikai Tanszék, Takarmányozástani és Klinikai Dietetikai Tanszék, Laborállattudományi és Állatvédelmi Tanszék)
- Élelmiszerlánc-tudományi Intézet (Élelmiszer-higiéniai Tanszék, Alkalmazott Élelmiszertudományi Tanszék, Digitális Élelmiszertudományi Tanszék, Kihelyezett Élelmiszerlánc-biztonsági Tanszék (NÉBIH, Mosonmagyaróvári Kihelyezett Tejkutató Tanszék)
- Gazdaságtudományi és Biostatisztikai Intézet (Törvényszéki Állatorvostani és Gazdaságtudományi Tanszék, Biostatisztikai Tanszék)
- Egyéb, tanszéki jogállású egységek (Idegennyelvi Lektorátus, Testnevelési Tanszék, Tangazdaság)
- Fertőző Állatbetegségek, Antimikrobiális Rezisztencia, Állatorvosi Közegészségügyi és Élelmiszerlánc-biztonság Nemzeti Laboratóriuma

## Könyvtára
Könyvtára az állatorvos-tudomány legnagyobb magyarországi, országos gyűjtőkörű szakkönyvtára. A könyvtár alapjait szintén 1787-ben rakták le, 1874-ben önálló szervezeti egység lett, és 1882 óta működhet saját, Steindl Imre által tervezett épületében. A könyvtáron belüli állatorvos-történeti gyűjteményt Daday András alapította 1937-ben, amelynek folyamatosan bővülő anyagát az 1984-ben alapított múzeum tárja a látogatók elé. Az egykori egyetem szaklevéltára, az állatgyógyászati tanszék 1787-es alapítása óta szinte hiánytalan iratállománya a hazai állatorvoslás-történet felbecsülhetetlen értékű gyűjteménye.

## Kollégiuma
Az egyetemi kollégium Zugló zöld övezetében (1148 Budapest Mogyoródi u. 59-63.) fekszik, a négyemeletes épület 1973-ban készült el. Az épület 346 férőhelyes, a szobák három ágyasak. A bejárat 23.00 órától reggel 5.00 óráig zárva van.

## Az egyetem oktatói
A 2017/2018 tanévben az egyetem oktatóinak száma az alábbiak szerint alakult:
- Egyetemi tanár:      18
- Egyetemi docens    32
- Adjunktus                24
- Tanársegéd               5
- Más oktató              55
- Nyelvtanár                5
- Testnevelő tanár       1
- egyéb tanár              2

## További irodalom
- Kotlán Sándor: A magyar állatorvosképzés története. Budapest: (kiadó nélkül). 1941.
- Várnagy László:  A magyar állatorvosképzés és a Budapesti Állatorvostudományi Egyetem története.  Az Állatorvostudományi Egyetem Évkönyve,  (1969 – 1971)
- 200 éves a magyar állatorvosi felsőoktatás. Budapest: (kiadó nélkül). 1987.
- Karasszon Dénes: A magyar állatorvoslás kultúrtörténete. I-II. Történeti áttekintés. + Az állatorvostörténet-írás szakirodalma 1944-ig. Piliscsaba, 2005.